# Netcom Group
Netcom Group est un opérateur de télécommunications et opérateur de réseau mobile virtuel (MVNO) qui propose aux entreprises des solutions fixes, mobiles, Internet et l'installation de standards téléphoniques pour les TPE, PME et grandes entreprises. L'entreprise a été créée en 2004 sous le nom de Netcom, spécialisée dans l'installation de standards téléphoniques avant de devenir opérateur. La société utilise les réseaux SFR et Orange, mais également de Bouygues Télécom depuis 2016.
Depuis le mois de juin 2013, Netcom Group est devenu signataire de la Charte de la diversité en entreprise. Le 4 juillet de cette même année, Netcom Group reçoit le label qualité Qualicert. La société propose également des produits éco-responsables liés à la technique du Green Ethernet[réf. nécessaire][source insuffisante]. En janvier 2015, Netcom Group devient Opérateur de réseau mobile virtuel (MVNO) de SFR, ce qui en fait le 3e au niveau de la téléphonie d'entreprise. En juillet 2018, en l'espace de quelques jours, Netcom Group devient, en plus de SFR depuis 3 ans, MVNO d'Orange et ouvre son capital à la Société Générale Capital Partenaires,,. L'entreprise compte actuellement plus de 15 agences sur la France.

## Historique
(janvier 2017).
- 2004 : Création de Netcom rapidement renommé Netcom Group, opérateur et intégrateur global en télécommunications.

Implantation de deux agences sur Lille et Paris.
- 2005 : Début du développement et du renforcement de ses implantations sur toute la France[12].

- 2006 : Lancement des offres Internet en Haut débit.

Développement de solutions de vidéosurveillance.
- 2007 : Lancement de solutions sur la technologie Centrex IP (solution de standards téléphoniques externalisée).

- 2009 : Lancement de la VGA (vente en gros d'abonnements) sur la téléphonie fixe.

- 2010 : Développement de la zone Grand-Est à Strasbourg et renforcement de la zone Nord à Saint-Quentin[13].

Lancement des offres tout illimité fixe et mobile.
- 2011 : Développement de la zone Grand-Ouest à Nantes[13].

- 2012 : Lancement d'une offre destinée exclusivement aux TPE[14].

Développement de solutions d'hébergement mail.
- 2013 : Collaboration avec D-Link pour la distribution de produits économes en énergie.

Signature de la Charte de la diversité en entreprise.
Obtention de la certification qualité Qualicert,.
- 2014 : Ouverture d'agence à Rouen et renforcement de la zone Grand-Est à Nancy[13],[15].

Lancement d'une offre cloud (partage et sauvegarde de données)[source insuffisante].
Développement de la zone Sud-Ouest à Toulouse.
Renforcement de la zone Sud-Ouest à Bordeaux.
Développement de la zone Sud-Est à Lyon.
- 2015 : Netcom Group devient Opérateur de réseau mobile virtuel (MVNO) de SFR[3].

- 2016 : Netcom Group peut désormais utiliser le réseau Bouygues Télécom et devient l'un des premiers opérateurs en téléphonie d'entreprises à pouvoir proposer les trois premiers réseaux nationaux à ses clients[4].

- 2017 : Renforcement de la zone Sud-Est à Montpellier[13],[20],[21].

Lancement des offres Fibre dédiée et Fibre mutualisée.
- 2018 : Développement de la zone Centre-Ouest à Tours[22],[23],[24].

Netcom Group devient Opérateur de réseau mobile virtuel (MVNO) d'Orange,.
La Société Générale Capital Partenaires investit de façon minoritaire dans le capital de Netcom Group,,.
- 2019 : Netcom Group intègre VoLTE et VoWIFI sans surcoût à ses offres mobile.

- 2020 : Ouverture d'agence à Caen.

- 2021 : Ouverture d'agences à Nice et Dijon.

- 2022 : Ouverture d'agences à Avignon et Marseille.

- 2022 : Création de l'Opérateur de réseau mobile virtuel grand public Youprice.

## Identité visuelle

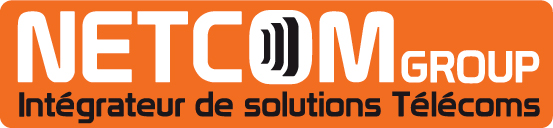
Logo Netcom Group 2004-2014
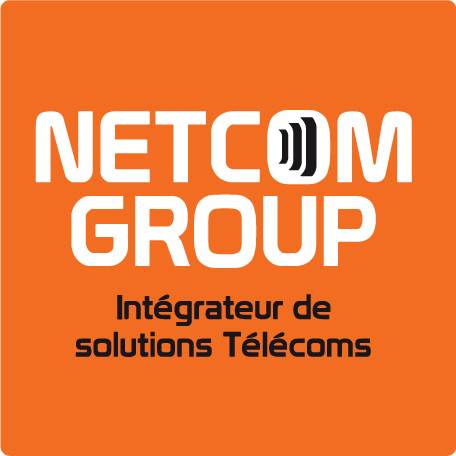
Logo Netcom Group 2014-2018
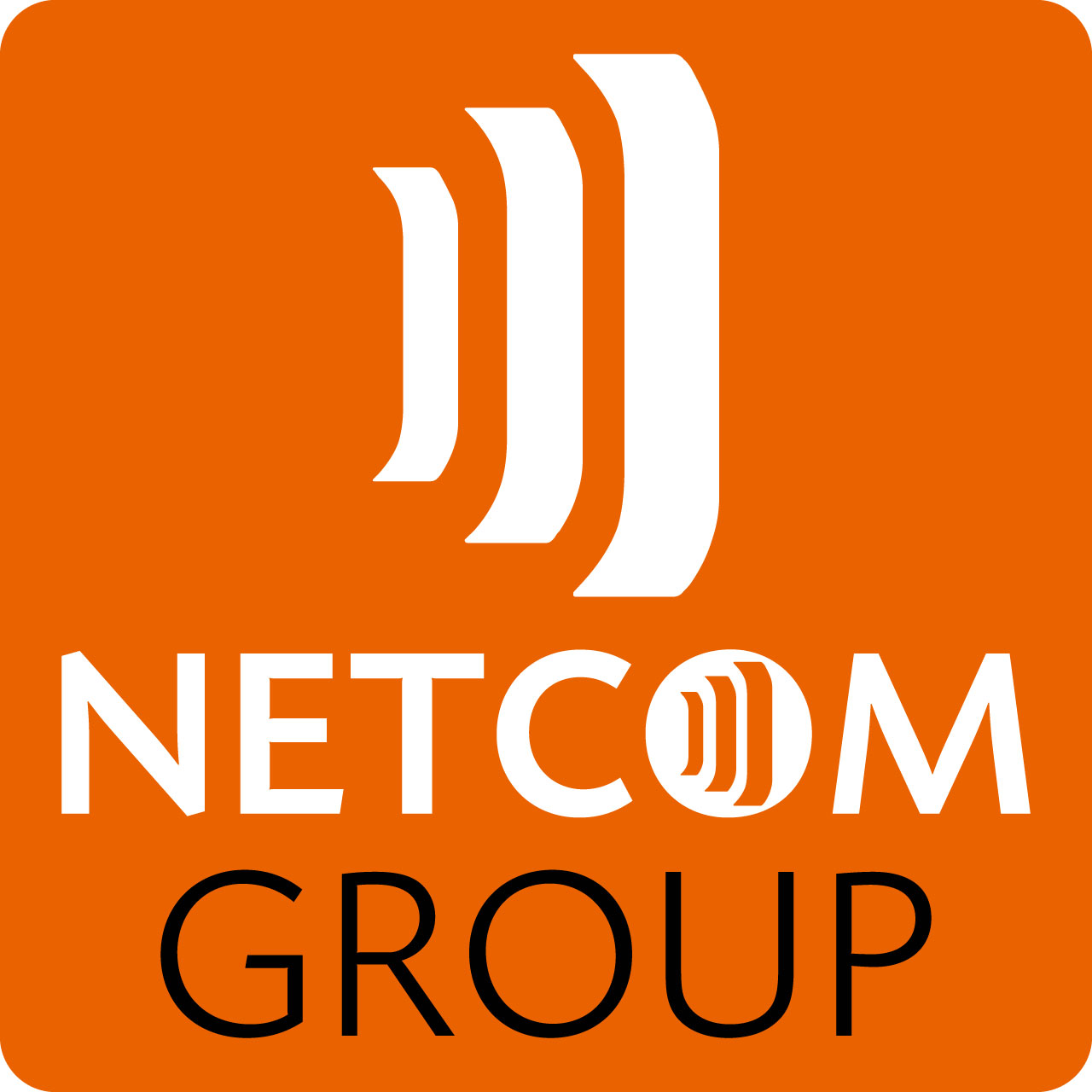
Logo Netcom Group depuis 2018